# Дихальна недостатність
Ди́хальна недоста́тність — стан організму, при якому система дихання не забезпечує нормальної пропорції газів артеріальної крові, або її підтримання на нормальному рівні досягається шляхом надмірного функціонального напруження системи дихання.
Внаслідок дихальної недостатності виникає енергетичний голод клітин організму. Іноді вживають термін легенева недостатність, однак термін дихальна недостатність є ширшим, тому що він охоплює легеневі і позалегеневі порушення механізмів забезпечення організму киснем і виведення з нього вуглекислого газу.
Вживається також термін легенево-серцева недостатність, який відбиває поєднання дихальної і серцевої недостатності.
Хронічна дихальна недостатність (ХДН) розвивається протягом місяців — років. Початок ХДН може бути непомітним, поступовим, також вона може розвинутися при неповному відновленні після гострої дихальної недостатності. Тривале існування ХДН дозволяє включитися компенсаторним механізмам — поліцитемії, підвищенню серцевого викиду, затримці нирками бікарбонатів (приводить до корекції респіраторного ацидозу).

## Види
- Гостра дихальна недостатність (ГДН)[1][2]
- Хронічна дихальна недостатність (ХДН)[3]
- Неспецифічна дихальна недостатність[4]

## Фактори порушення зовнішнього дихання
М. М. Канаєв (1980) виділяє п'ять груп патофізіологічних факторів, які зумовлюють порушення зовнішнього дихання:
1. Ураження бронхів і респіраторних структур легень:
  1. ураження бронхіального дерева:
    - підвищення тонусу гладкої мускулатури бронхів (бронхоспазм, в тому числі й при бронхіальній астмі),
    - набряково-запальні зміни бронхіального дерева,
    - порушення опірних структур дрібних бронхів,
    - зниження тонусу великих бронхів (гіпотонічна дискінезія);

  2. ураження респіраторних структур:
    - інфільтрація легеневої тканини,
    - деструкція легеневої тканини,
    - дистрофія легеневої тканини,
    - пневмосклероз;

  3. зменшення функціонуючої легеневої паренхіми:
    - недорозвиненість легені,
    - стиснення й ателектаз легені,
    - відсутність частини легеневої тканин після операції.
2. Ураження кістково-м'язового каркаса грудної клітки та плеври:
  - обмеження рухомості ребер,
  - обмеження рухомості діафрагми,
  - плевральне зрощення.
3. Ураження дихальної мускулатури:
  - центральний і периферичний параліч дихальної мускулатури,
  - дегенеративно-дистрофічні зміни дихальних м'язів.
4. Порушення кровообігу у малому колі:
  - редукція судинного русла, легень,
  - спазм легеневих артеріол,
  - застій крові в малому колі.
5. Порушення регуляції дихання:
  - пригнічення дихального центра,
  - дихальні неврози,
  - порушення місцевих регуляторних відношень.

## Клінічні прояви
У клінічній практиці основним показником дихальної недостатності є задишка. Залежно від її вираженості при різному фізичному навантаженні розрізняють три ступені дихальної недостатності.

## Лікування

### ГДН
Пацієнтам з ГДН необхідно забезпечити термінову госпіталізацію.
Надання екстреної медичної допомоги, лікування ГДН проводиться з урахуванням етіопатогенетичних причин. Комплекс терапевтичних заходів має бути спрямований на відновлення газообміну та підтримку гемодинаміки.
1. Знеболення у випадках важкої торакальної або поєднаної травми (в/в, в/м введення анальгетиків, наркотичних знеболюючих препаратів).
2. Оксигенотерапія суміші кисню шляхом застосування назофарінгеальної маски, маски наркозно-дихальної, ендотрахеальної або трахеостомічної трубки.
3. Підтримка належної прохідності дихальних шляхів.[5]
4. Бронхо- та муколітики.
5. Стимулятори дихального центру.
6. Штучна вентиляція легень, у разі неефективного спонтанного дихання (ЧД 40 і більше дихань за хвилину).[6]

### ХДН
Дуже рідко вдається радикально змінити перебіг ХДН, хоча останнім часом і це стало можливим завдяки розвитку трансплантації легенів (при ХОЗЛ, інтерстиціальному легеневому фіброзі, муковісцидозі та ін.). Пріоритетом терапії хворих з ХДН є виявлення й усунення потенційно конвертованих факторів, які вносять вклад у розвиток і потяжчення ХДН. До прикладів такої терапії відносяться: призначення діуретиків при застійній серцевій недостатності, усунення гіпотиреозу, гіпофосфатемії, гіпомагніємії при вентиляційній недостатності будь-якого генезу. Слід пам'ятати, що седативні та снодійні препарати знижують активність дихального центру і здатні посилити гіповентиляцію і гіперкапнію.
Для забезпечення прохідності дихальних шляхів застосовуються препарати різних класів — бронхолітики (бронходилятатори) і мукорегулятори.